# Lycosomus mirabilis
Lycosomus mirabilis là một loài bọ cánh cứng trong họ Cerambycidae.